# Grande Bibliothèque du Québec
Pour les articles homonymes, voir GBQ.

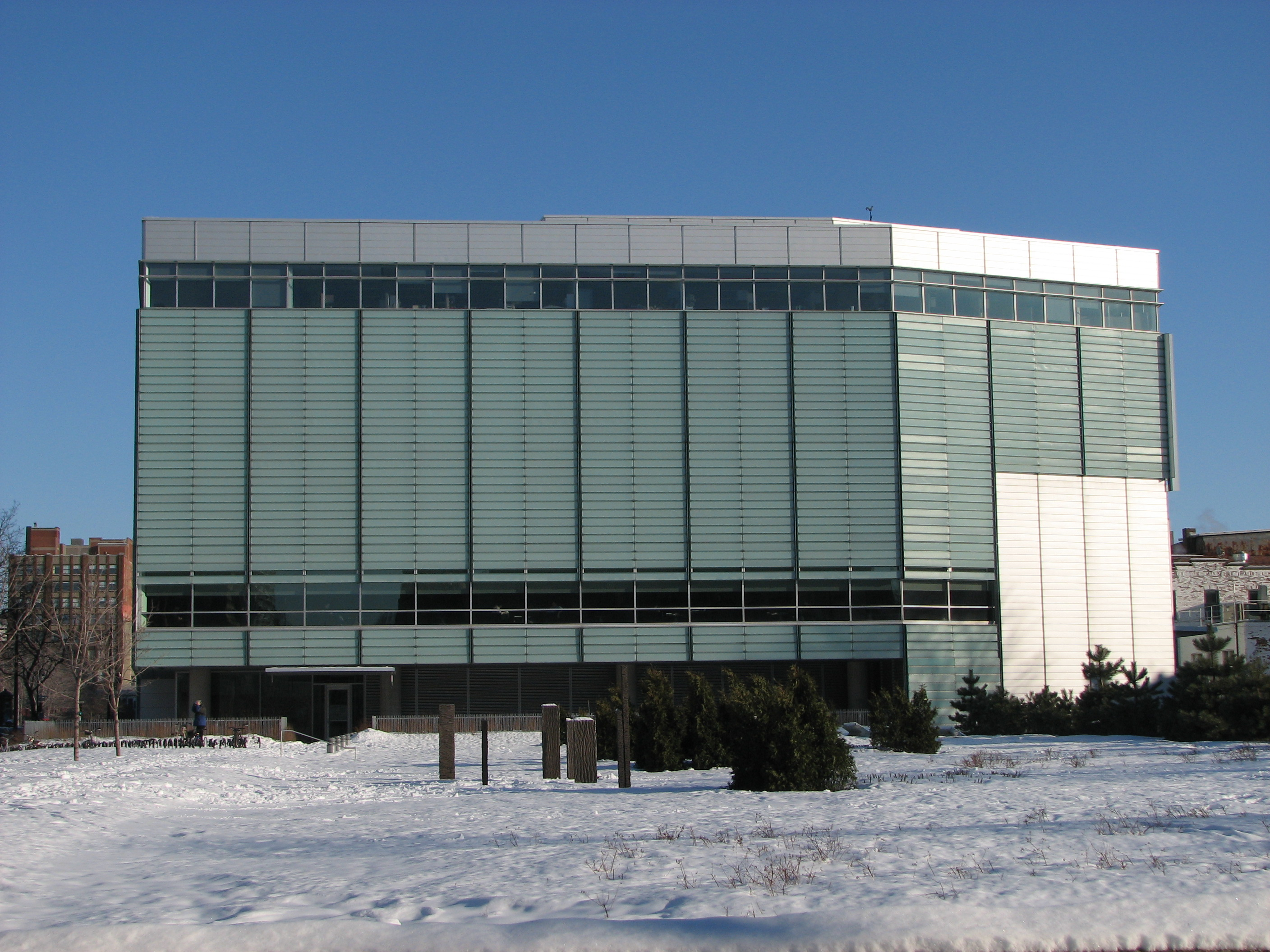
La Grande Bibliothèque de Bibliothèque et Archives nationales du Québec, à Montréal (façade Nord)

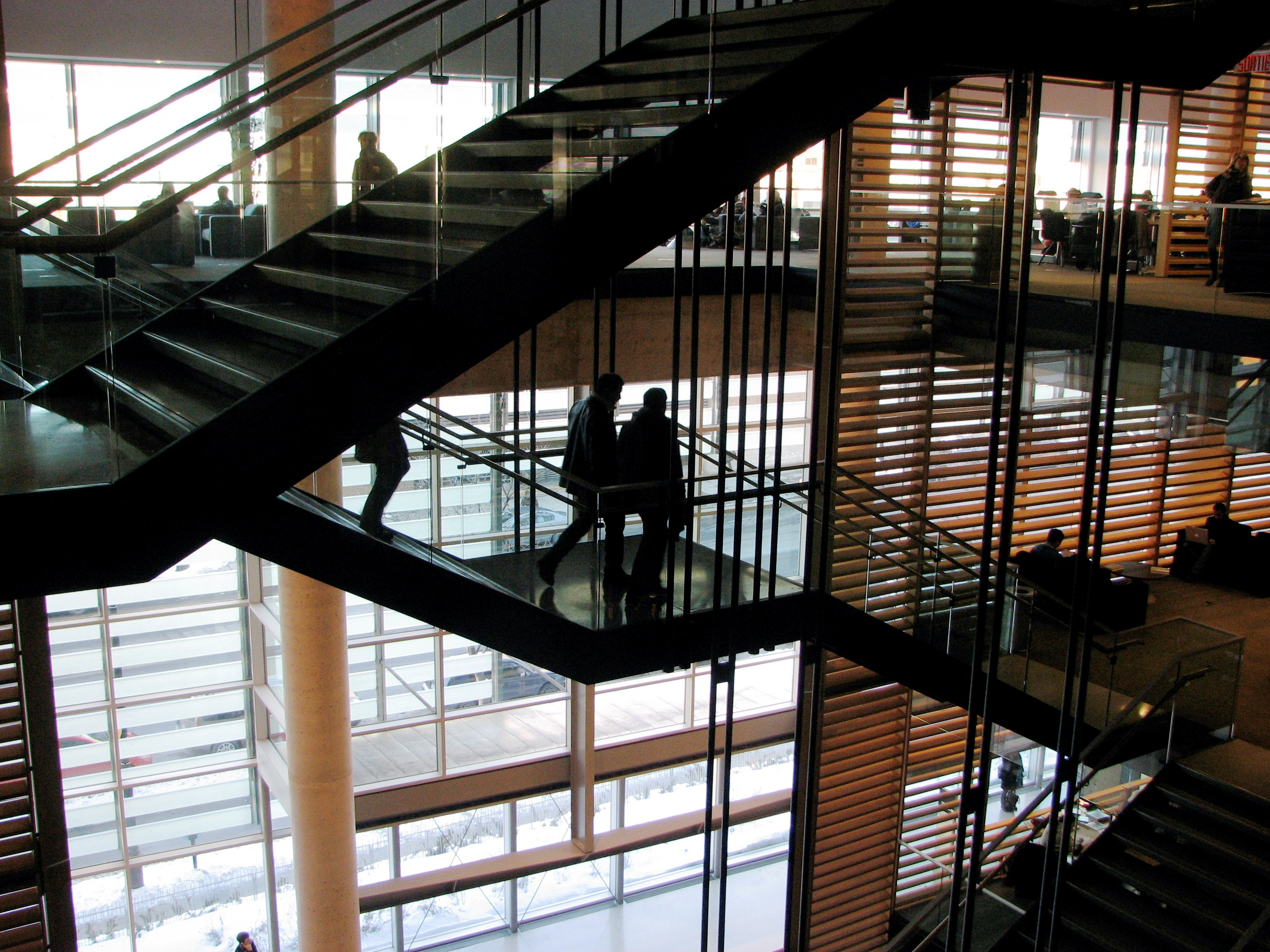
La Grande Bibliothèque de Bibliothèque et Archives nationales du Québec, à Montréal (intérieur)

La Grande Bibliothèque du Québec (GBQ) fut un organisme du secteur parapublic québécois. Institué en 1998 pour donner à tous un accès inégalé au patrimoine documentaire passé et actuel du Québec, il fut intégré à la Bibliothèque nationale du Québec (BNQ) en 2002, aujourd'hui Bibliothèque et Archives nationales du Québec (BAnQ). La Grande Bibliothèque, née de son effort, est située dès 2005 sur le boulevard de Maisonneuve Est, à Montréal.

## Mission
La mission de la GBQ consistait à offrir un accès démocratique à la culture et au savoir et à agir, à cet égard, comme catalyseur auprès des institutions documentaires québécoises, contribuant ainsi à l’épanouissement des citoyens.
La loi qui a institué la Grande Bibliothèque du Québec prévoyait la poursuite des objectifs suivants : valoriser la lecture et l’enrichissement des connaissances, promouvoir l’édition québécoise, faciliter l’autoformation continue, favoriser l’intégration des nouveaux arrivants, renforcer la coopération et les échanges entre les bibliothèques et stimuler la participation québécoise au développement de la bibliothèque virtuelle.